# Michael Längler
Michael Längler (ur. 19 stycznia 1960) – niemiecki lekkoatleta specjalizujący się w biegach średnio- i długodystansowych.

## Sukcesy sportowe
Największy sukces na arenie międzynarodowej odniósł w 1979 r. w Bydgoszczy, zdobywając podczas mistrzostw Europy juniorów brązowy medal w biegu na 2000 metrów z przeszkodami (z czasem 5:32,48, za Gaetano Erbą i Colinem Reitzem). 
Dwukrotnie zdobył medale mistrzostw Republiki Federalnej Niemiec w biegu na 3000 metrów z przeszkodami: srebrny (1981) oraz brązowy (1982).

## Rekordy życiowe
- bieg na 800 metrów – 1:47,89 – Menden 01/07/1981
- bieg na 1500 metrów – 3:41,51 – Kolonia 23/08/1981
- bieg na 2000 metrów – 5:07,52 – Arnsberg 13/07/1982
- bieg na 2000 metrów z przeszkodami – 5:31,4 – Dortmund 04/05/1985
- bieg na 3000 metrów z przeszkodami – 8:31,92 – Rehlingen 31/05/1982